# Salacca minuta
Salacca minuta är en enhjärtbladig växtart som beskrevs av Mogea. Salacca minuta ingår i släktet Salacca och familjen Arecaceae. Inga underarter finns listade i Catalogue of Life.